# Rita Barém de Melo

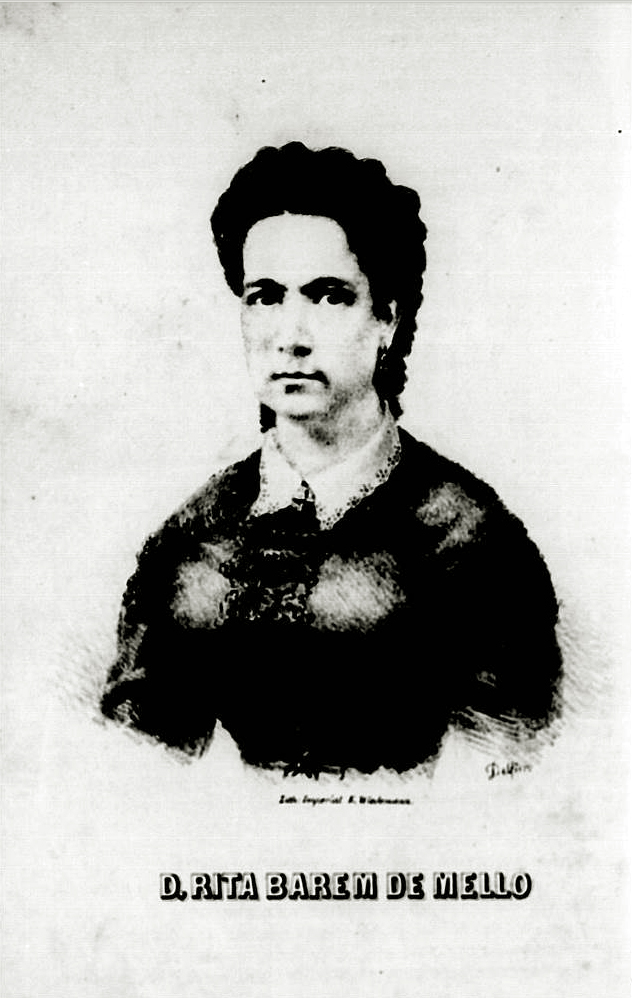
Retrato de Rita Barém de Melo na Revista Mensal do Partenon Literário.

Rita Barém de Melo (Porto Alegre, 30 de abril de 1840 — Rio Grande, 27 de fevereiro de 1868) foi uma poeta brasileira.

## Biografia
Filha de João Pedro Freire Barém e Severina Augusta, seu pai foi comerciante e funcionário público, mas tinha poucos recursos, e tendo muitos filhos, não pôde dar-lhes senão uma educação primária. Não obstante Rita Barém foi uma leitora ávida e cedo revelou-se como um talento literário. Com 17 anos casou-se com José Correia de Melo, com quem teve dois filhos, ambos falecidos com menos de um ano. Segundo Caldre e Fião, que a conheceu pessoalmente, levou uma vida atribulada, e a perda do segundo filho imprimiu-lhe uma permanente nota de melancolia, mas "teve a força d'alma de se fazer notar pela agudeza do seu espírito, pela clareza de sua razão". Faleceu precocemente.
Promovia saraus literários, publicou o livro Lira dos 15 anos em 1855 e foi colaboradora das revistas O Guayba e Atualidade, os primeiros periódicos literários da província, assinando seus poemas com o pseudônimo Jurity, recolhidos no volume Sorrisos e prantos, publicado postumamente em 1868. Embora em parte presa às convenções da época, muitas vezes se desvia, tanto na forma como na expressão e na temática, do programa domesticado pela sociedade sulina fortemente tradicionalista e patriarcal, que concebia a poesia feminina tipicamente como um entretenimento leve e sentimental, abordando aspectos do cotidiano, da subjetividade feminina, do amor e do patriotismo, geralmente com um lirismo romântico intenso, vigoroso e musical, mas também com passagens de uma objetividade crítica, deixando um legado qualificado. Segundo Cícero Lopes, deixou ainda "poemas que apontam a preocupações sociais referentes às camadas sociais, que viriam à baila com o condoreirismo. Nesse sentido, antecede a produção castralvina, considerando que Os escravos saiu em 1876. [...] Além dos franceses Lamartine, Alexandre Dumas e Victor Hugo, observam-se em sua obra leituras de poetas portugueses, Camões, Garret, Herculano e outros. Foi leitora perspicaz também de seus contemporâneos brasileiros, como Álvares de Azevedo, Gonçalves Dias, Casimiro de Abreu, além do gaúcho Félix da Cunha".
Na análise de Ana Aquino da Silva et alii, "a sua poesia não se resume a descrever estados emocionais da alma em que o Eu lírico apenas sofre pela pessoa amada. Seus versos revelam o amor em suas nuanças subjetivas, mas, contudo, tocando a realidade. A poesia de Rita Barém de Melo é rica e seria empobrecê-la se relegássemos seus escritos a interpretações meramente circunscritas aos ditames do que se consolidou como saber do período romântico no Brasil. Os poemas trazem o olhar de uma escritora mulher sobre esses temas e nesse sentido também apresenta algo novo: um jeito de falar de amor, de construir poesia e falar sobre sentimentos. [...] Apesar de ter sido extremamente importante para a literatura do período do romantismo a poetisa não recebeu a merecida atenção da crítica e da historiografia literária sulina". Para Walter Spalding ela foi "uma das expressões mais perfeitas e elevadas da poesia feminina", e segundo Donaldo Schüler, "não lhe faltam momentos em que se coloca à altura do que de melhor se produziu, em poesia, no Brasil". Em 1955 a Câmara Municipal de Porto Alegre aprovou a denominação de uma rua com seu nome. É patrona da cadeira 32 da Academia Literária Feminina do Rio Grande do Sul.